# Provinsfastigheter
Provinsfastigheter är ett svenskt fastighetsbolag som tidigare var noterat på börslistan First North. Huvudkontoret är beläget på Skeppsbron i Stockholm. Bolaget har fastigheter i ett stort antal kommuner i Sverige. 
Bolaget grundades 2005 som Allokton. Affärsidén vid bildandet av bolaget var att skapa sammanhållna bolagsstrukturer och belåna dessa högt för att med ett begränsat eget kapital få hög avkastning. Bolaget emitterade ett antal obligationer som noterades på Köpenhamnsbörsen.
Bolagets grundare var Bernhard von der Osten Sacken som under 2007 anklagades för skattebrott och insiderbrott, något han så småningom dömdes till fängelse för. Efter att ha häktats i april samma år avgick han ur styrelsen i Allokton. I maj 2007 sålde han aktiemajoriteten till en dansk investerare. 
Efter att bolaget hamnat i finansiella svårigheter på grund av höga räntekostnader och sjunkande fastighetsvärden gick två dotterbolag i konkurs. Återstående delar av koncernen refinansierades varav merparten av fastighetsbeståndet kom att kontrolleras av banker och de tidigare obligationsägarna som konverterat sina fordringar till aktier. Moderbolaget Allokton AB och ett holdingbolag i koncernen ansökte i december 2010 om företagsrekonstruktion.
Bolaget namnändrades till Provinsfastigheter 2011.